# Still Waiting
«Still Waiting» первый сингл с третьего альбома «Does This Look Infected?» канадской панк-рок-группы Sum 41.

## Список композиций
1. Still Waiting
2. All Messed Up (Demo)
3. Motivation (Live at the Astoria)
4. Still Waiting (CD ROM Video)

## Позиция в чарте
| Чарт(2003)                       | Позиция |
| -------------------------------- | ------- |
| UK Official Rock Chart           | 1       |
| Billboard Hot Modern Rock Tracks | 7       |

## Исполнители
- Дерик «Bizzy D» Уибли — вокал, гитара
- Дэйв «Brownsound» Бэкш — гитара, бэк-вокал
- Джейсон «Cone» МакКэслин — бас, бэк-вокал
- Стив «Stevo 32» Джоз — барабаны, бэк-вокал

## Оценка
- Still Waiting